# Bringolo
Bringolo [bʁɛ̃gɔlo] est une commune française située dans le département des Côtes-d'Armor, en région Bretagne. Bringolo appartient au pays historique du Trégor.

## Géographie

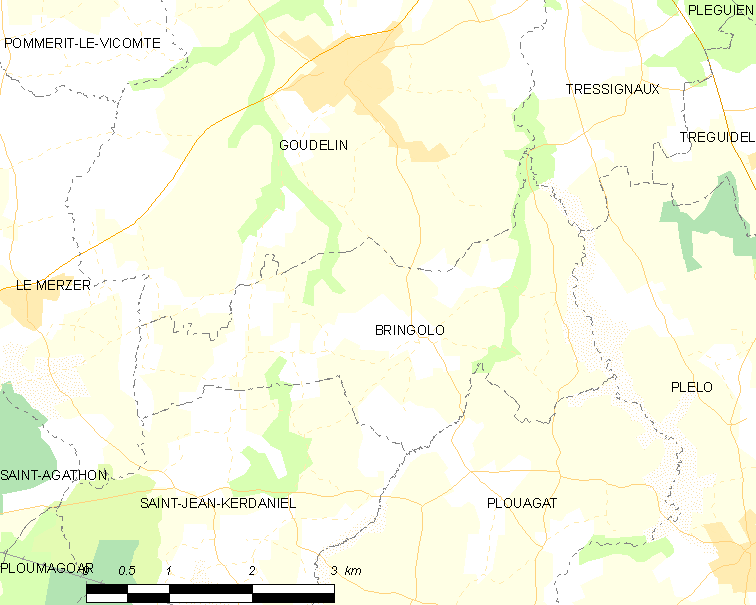
Carte de Bringolo et des communes avoisinantes.

|                      | Goudelin | Tressignaux           |
| Le Merzer            | Bringolo | Plélo                 |
| Saint-Jean-Kerdaniel |          | Châtelaudren-Plouagat |

### Relief et hydrographie
Le relief de la commune est constitué d'un plateau dont l'altitude moyenne est d'environ 110 mètres ; le point le plus élevé (132 mètres) se trouve au sud du bourg, lequel est vers 120 mètres d'altitude.

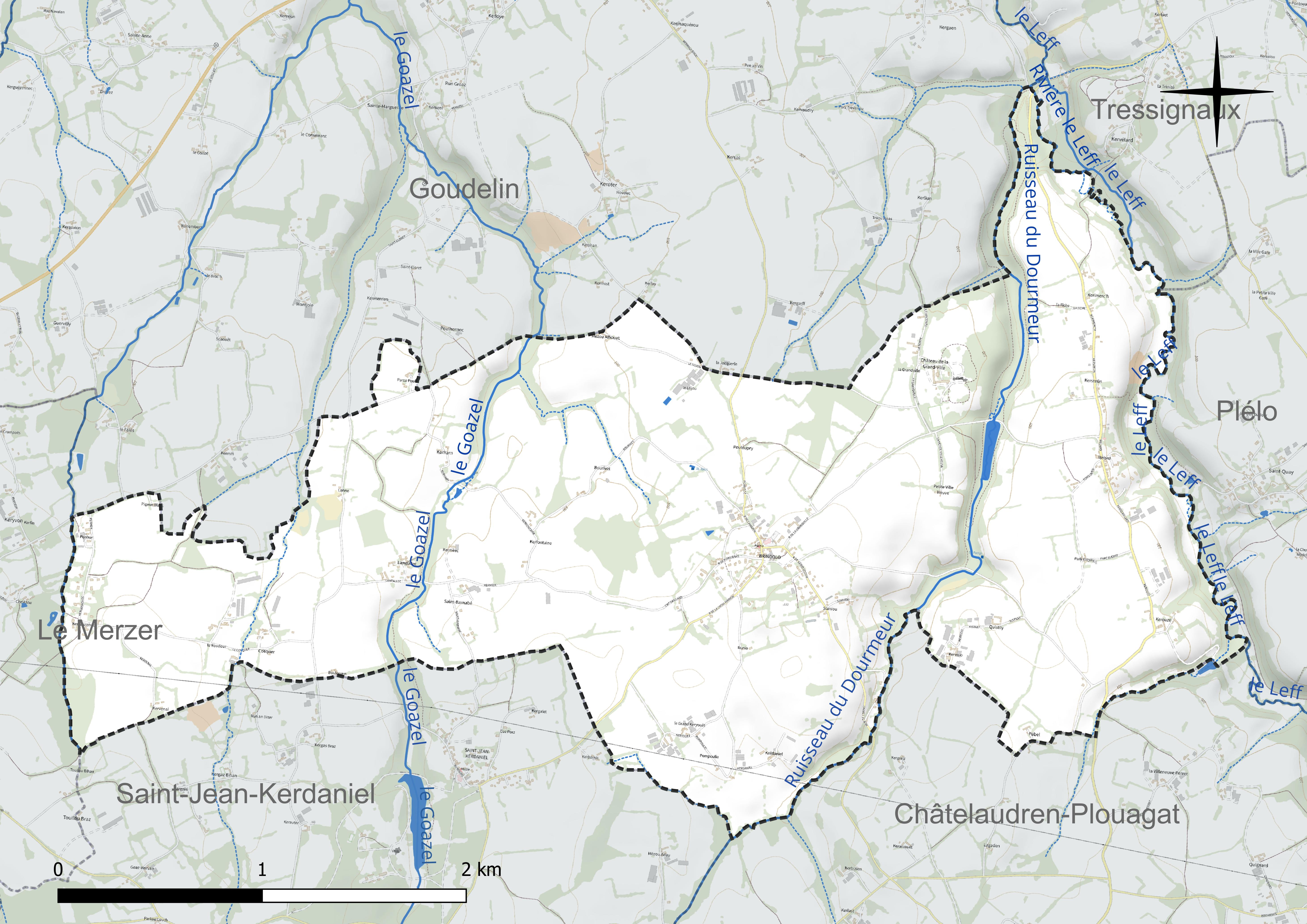
Carte du réseau hydrographique de Bringolo.

Bringolo est limitée à l'Est par le Leff, affluent de rive droite du Trieux, qui sépare le finage communal de celui de Saint-Quay-Portrieux, ainsi que par le ruisseau du Dourmeur, affluent de rive gauche du Leff, qui, à deux endroits de son cours sert de limite communale : en amont, au sud-est, avec Chatelaudren et, en aval, au nord-est, avec Goudelin (dans l'intervalle sa partie médiane traverse la partie orientale de la commune). La partie occidentale du finage est traversée par le Ruisseau de Kerharn, affluent du Goazel (lequel sert aussi à l'ouest de limite communale avec Le Merzer) et sous-affluent du Leff. Tous ces cours d'eau coulent sud-nord, le point le plus bas de la commune (53 mètres) étant dans la vallée du Leff, à l'endroit où ce cours d'eau quitte la commune.

### Hydrographie
Pour un article plus général, voir Réseau hydrographique des Côtes-d'Armor.
La commune est située dans le bassin Loire-Bretagne. Elle est drainée par le Leff, le Dourmeur et un autre petit cours d'eau,.
Le Leff, d'une longueur de 62 km, prend sa source dans la commune du Leslay et se jette  dans le Trieux en limite de Quemper-Guézennec et de Plourivo, après avoir traversé 19 communes. 

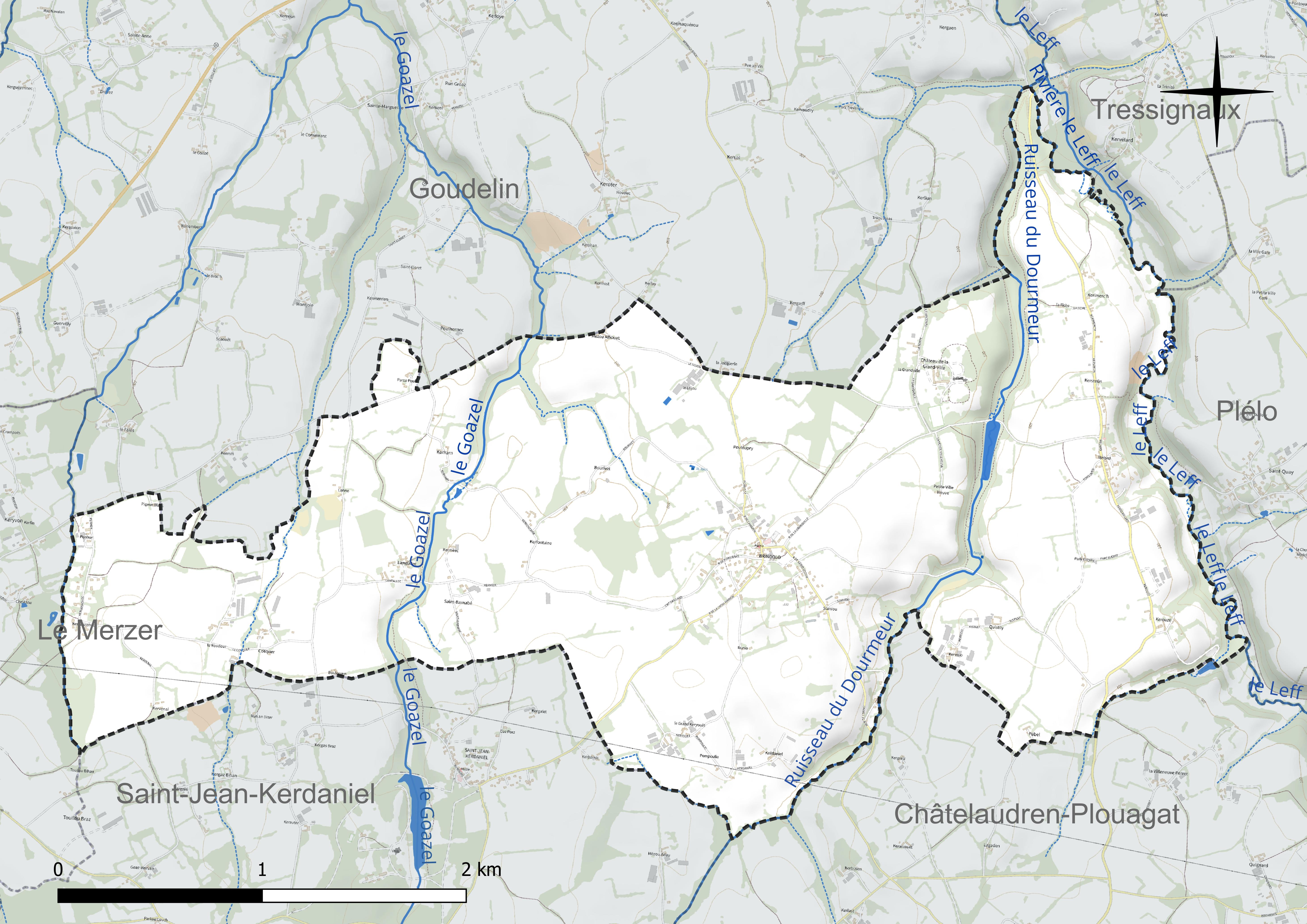
Réseau hydrographique de Bringolo.

Le Dourmeur, d'une longueur de 12 km, prend sa source dans la commune de Lanrodec et se jette  dans le Leff à Tressignaux, après avoir traversé six communes. 
Le Goazel, d'une longueur de 19 km, prend sa source dans la commune de Lanrodec et se jette  dans le Leff à Lannebert, après avoir traversé six communes. 

### Climat
Pour des articles plus généraux, voir Climat de la Bretagne et Climat des Côtes-d'Armor.
En 2010, le climat de la commune est de type climat océanique franc, selon une étude du Centre national de la recherche scientifique s'appuyant sur une série de données couvrant la période 1971-2000. En 2020, Météo-France publie une typologie des climats de la France métropolitaine dans laquelle la commune est exposée à un climat océanique et est dans la région climatique  Finistère nord, caractérisée par une pluviométrie élevée, des températures douces en hiver (6 °C), fraîches en été et des vents forts. Parallèlement l'observatoire de l'environnement en Bretagne publie en 2020 un zonage climatique de la région Bretagne, s'appuyant sur des données de Météo-France de 2009. La commune est, selon ce zonage, dans la zone « Intérieur », exposée à un climat médian, à dominante océanique.
Pour la période 1971-2000, la température annuelle moyenne est de 11,1 °C, avec une amplitude thermique annuelle de 10,9 °C. Le cumul annuel moyen de précipitations est de 866 mm, avec 14,1 jours de précipitations en janvier et 7,2 jours en juillet. Pour la période 1991-2020, la température moyenne annuelle observée sur la station météorologique la plus proche, située sur la commune de Lanleff à 13 km à vol d'oiseau, est de 11,7 °C et le cumul annuel moyen de précipitations est de 845,9 mm,. Pour l'avenir, les paramètres climatiques de la commune estimés pour 2050 selon différents scénarios d'émission de gaz à effet de serre sont consultables sur un site dédié publié par Météo-France en novembre 2022.

### Transports
Bringolo est à l'écart des grands axes de communications ; la commuje est desservie principalement par la D 67 (qui vient côté nord-ouest de Goudelin et se dirige, côté sud-est, vers Chatelaudren, qui croise dans bourg la D 131 qui, en direction du sud-ouest, va vers Saint-Jean-Kerdaniel et du nord-est vers la D 7 (route de Chatelaudren à Lanvollon).

## Urbanisme

### Typologie
Au 1er janvier 2024, Bringolo est catégorisée commune rurale à habitat dispersé, selon la nouvelle grille communale de densité à 7 niveaux définie par l'Insee en 2022.
Elle est située hors unité urbaine et hors attraction des villes,.

### Occupation des sols
L'occupation des sols de la commune, telle qu'elle ressort de la base de données européenne d’occupation biophysique des sols Corine Land Cover (CLC), est marquée par l'importance des territoires agricoles (93,4 % en 2018), en augmentation par rapport à 1990 (90,9 %). La répartition détaillée en 2018 est la suivante : 
terres arables (60,6 %), zones agricoles hétérogènes (32,8 %), forêts (6,6 %). L'évolution de l’occupation des sols de la commune et de ses infrastructures peut être observée sur les différentes représentations cartographiques du territoire : la carte de Cassini (XVIIIe siècle), la carte d'état-major (1820-1866) et les cartes ou photos aériennes de l'IGN pour la période actuelle (1950 à aujourd'hui).

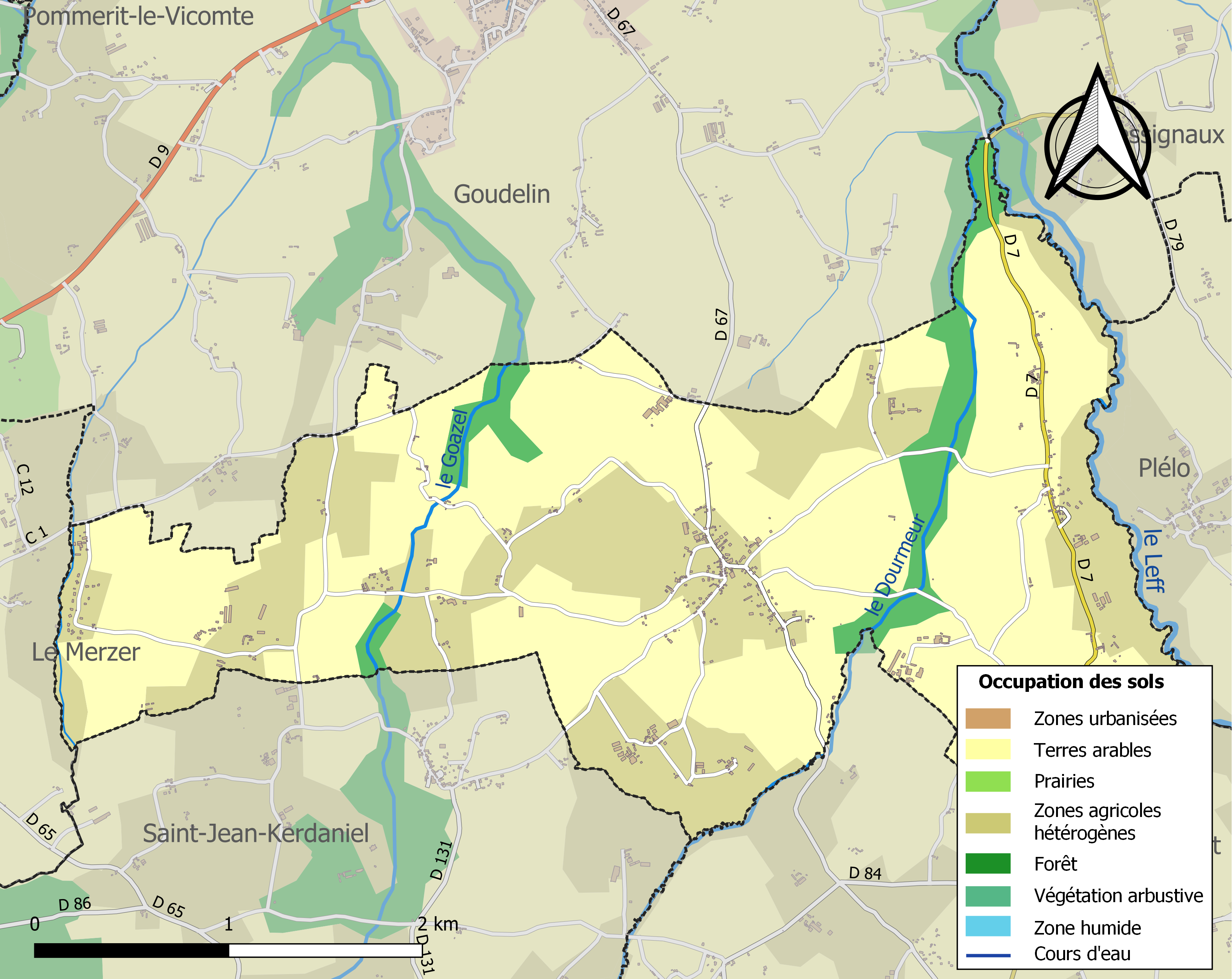
Carte des infrastructures et de l'occupation des sols de la commune en 2018 (CLC).

## Toponymie
Attesté sous la forme Brigolu en 1630.
Selon Bernard Tanguy « le bourg doit sa dénomination à sa position dominante sur une colline élevée : correspondant des Bryn Golau du pays de Galles, c'est un composé formé du vieux breton bren ("colline") et de goulou (aujourd'hui golou), terme ayant en vieux-breton valeur de substantif et d'adjectif et signifiant soit "lumière", soit "clair, lumineux".

## Histoire

### Moyen Âge et Temps modernes

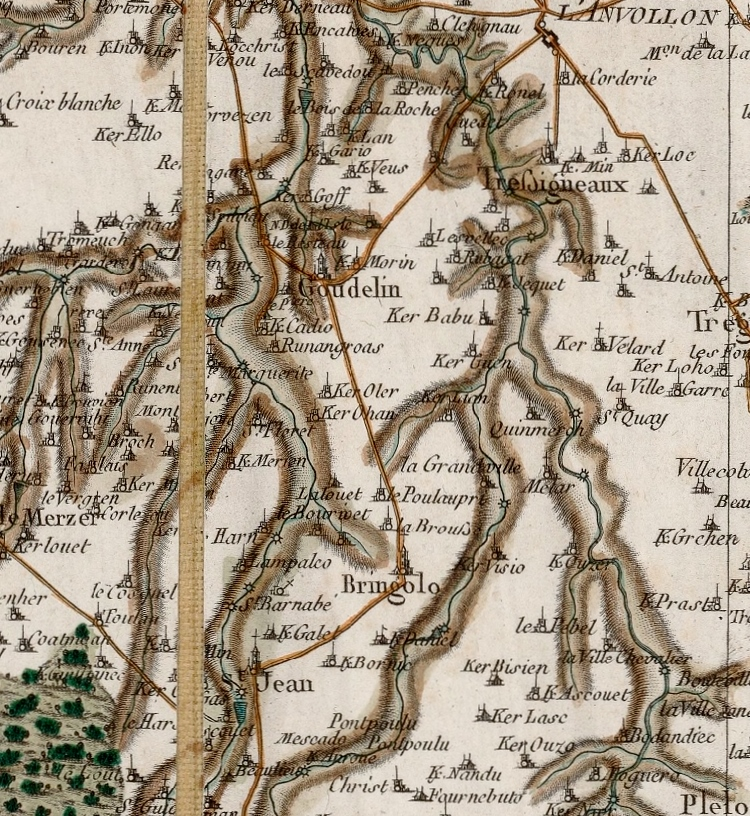
Carte de Cassini de la paroisse de Goudelin et de sa trève de Bringolo (1790).

Sous l'Ancien régime, Bringolo était une trève de la paroisse de Goudelin. Elle appartenait à l'évêché de Tréguier et au comté du Goëlo.
Quatre seigneuries se partageaient le territoire de Bringolo : Granville [Grand'Ville], qui disposait des droits de haute (à partir de 1765), moyenne et  basse justice et fut la propriété successive des familles Taillard et Gueguen avant d'être annexée à la seigneurie de Goudelin à la suite du mariage de Marguerite Guéguen avec Pierre de Boiséon, puis de la famille du Breil du Rays ; Kerdaniel-Taillard (moyenne et basse justice), propriété successive des familles Pinart, de Carné (en 1628), Boisbilly et enfin de Courson (en 1769) ; Keriou (annexée à cele de Goudelin à la suite du mariage de Marguerite Guéguen) ; Keriouay-Kermartin (propriété de la famille Quemper de Lanascol en 1765).
Le 15 février 1746, paroisse de Goudelin, Louis-Claude Courson, seigneur de la Villecostiau, épousa en la chapelle tréviale de Bringolo, Charlotte Geslin, dame du Transtunc, fille de feu écuyer Bertrand-François Geslin, seigneur de Bringolo.

### Révolution française
Dans son cahier de doléances, « la paroisse de Goudelin demande la suppression d'un de ses recteurs ou la translation de l'un d'eux en la trève de Bringolo, avec partage de dîmes et de terrain ».
Des chouans assassinèrent en 1796 Jean Le Friec, vicaire de Bringolo, prêtre jureur qui avait abandonné son état de prêtre et d'autres chouans, déguisés en gendarmes, enlevèrent le comte de Tréveneuc, et le libérèrent le 18 février suivant contre une rançon de 72 000 francs.

### LeXIXesiècle

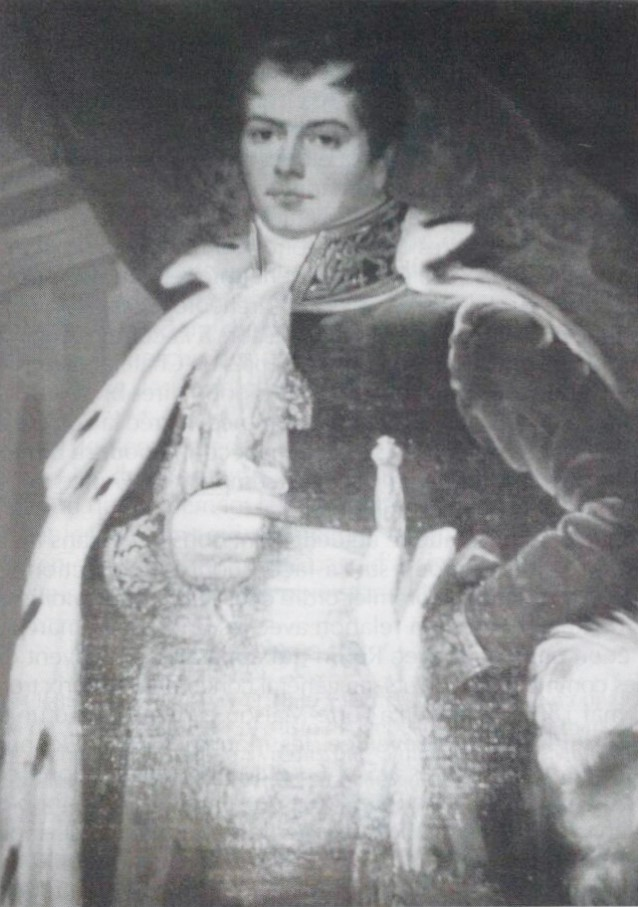
Le comte Joseph-François de Kergariou en uniforme de chambellan d'Empire.

Un arrêté en date du 26 juillet 1827 cède à la commune de Goudelin l'enclave de Kerfave qui appartenait à la commune de Bringolo.
A. Marteville et P. Varin, continuateurs de Jean-Baptiste Ogée, décrivent ainsi Bringolo en 1843 :

« Bringolo : commune formée de l'ancienne trève de Goudelin. (...) Principaux villages : Kerimerch, Kersteunu, Melard, Parc-Eleyau, Kerousec, le Plébel, Kervisio, Quistly, Stanniou, Kerdantel, Taillard, Pompoulie, Keryouet, Bourivet, Kerfontaine, Saint-Barnabé, Kerharn, Lampalec, Boulouern, Lanno, le Roudour, les Cosquers, Kervenal, Kerguivohec, Penher. Superficie totale : 937,906 hectares, dont (...) terres labourables 761 ha, prés et pâturages 58 ha, bois 26 ha, landes et incultures 5 ha, étangs 2 ha (...), moulins : 4 . Géologie : constitution granitique. On parle le breton. »

Joachim Gaultier du Mottay écrit en 1862 que Bringolo possède une école de garçons ayant 76 élèves et une école de filles en ayant 63. Il indique aussi que « son territoire est plat, excepté dans sa partie ouest, assez boisé et très fertile, bien planté de pommiers qui produisent du cidre d'excellente qualité. L'église de Bringolo, sous l'invocation de la Sainte Vierge, porte la date de 1664; son porche, qui appartient à l'architecture du XVe siècle est assez remarquable. Le cimetière contient une élégante croix en granite et les tombeaux de MM. Guillaume Durand Dubreil [en fait Guillaume-Dinan du Breil], chevalier et comte de Rays [la famille de Rays est originaire de Ploubalay], seigneur de Goudelin et Bringolo, décédé en 1664 [faux, décédé en 1720 et inhumé dans l'église tréviale de Bringolo, de même que son épouse décédée en 1738], et de M. le comte Joseph de Kergariou de la Grand'Ville, ancien préfet, puis chambellan de l'empereur Napoléon Ier, et pair de France, décédé en 1849. Il avait fait de son château de la Grand'Ville un véritable sanctuaire scientifique en y créant une bibliothèque remarquable et en y amassant des documents historiques d'un haut intérêt, des collections archéologiques importantes, et surtout une collection de monnaies gauloises, peut-être la plus complète qui existe en France. Il se trouve en Bringolo une chapelle dédiée à saint Mélard. Les manoirs de Kistilly, Kervisio, Kerdaniel-Taillard et de Bringolo sont convertis en fermes, mais quelques-uns conservent encore des restes de leur ancienne origine. Il existait, à Kerymber, au confluent des rivières du Leff et de Coataudon, une forteresse dont on n'aperçoit plus que des vestiges ». Il précise aussi la présence de granite et de roches amphiboliques dont du porphyre vert.
Pendant la guerre de 1870 Charles Gouranton, soldat du 8e de ligne, originaire de Bringolo, en captivité à Ulm, est mort du typhus le 8 décembre 1870.
Une épidémie de choléra fit cinq morts à Bringolo en 1886 ; la maladie s'y propagea depuis Brest où elle sévissait en raison de la venue depuis cette ville d'une personne contaminée/.

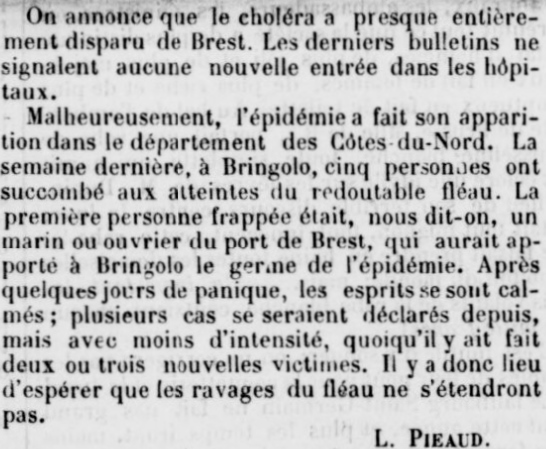
Article de presse évoquant l'épidémie de choléra à Bringolo en janvier-février 1866 (Journal Mémorial de la Loire et de la Haute-Loire du 3 février 1866).
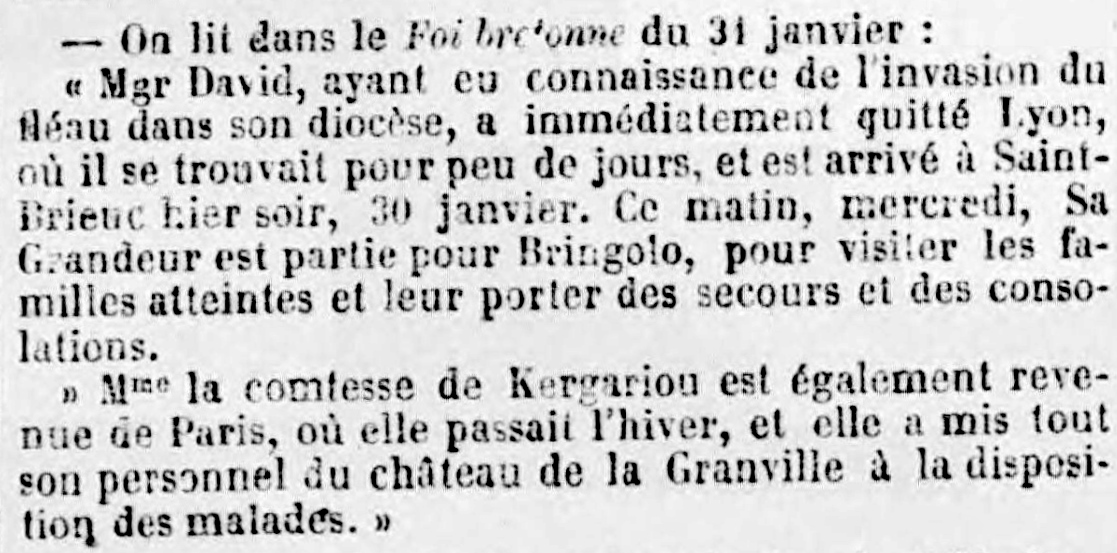
Article de presse évoquant l'épidémie de choléra à Bringolo en janvier-février 1866 (Journal Le Monde du 6 février 1866).

Emmanuel de Kergariou, comte de Kergariou, zouave pontifical, chevalier de la Légion d'honneur, est révoqué de son poste de maire de Bringolo en juillet 1887 pour « s'être rendu à Jersey pour assister à une réception du comte de Paris » et de ses opinions légitimistes.
En 1891 l'école congréganiste de Bringolo fut laïcisée ; « l'instituteur [laïque] sans élèves est monté le dimanche sur la croix, à l'ébahissement des paysans, pour annoncer qu'il allait ouvrir l'école publique et la tenir en bon chrétien », mais les habitants ne se laissèrent pas convaincre. L'évêque de Saint-Brieuc bénit quelques jours après une école chrétienne à Bringolo ; le conseil de fabrique et le conseil municipal tout entier assistèrent à la bénédiction.

### LeXXesiècle

#### La Belle Époque
En avril 1903, les Frères de Ploërmel se virent refuser l'autorisation d'enseigner et reçurent sommation de quitter dans les huit jours 66 écoles des Côtes-du-Nord, dont Bringolo. L'école appartenait à Madame de Kergariou.

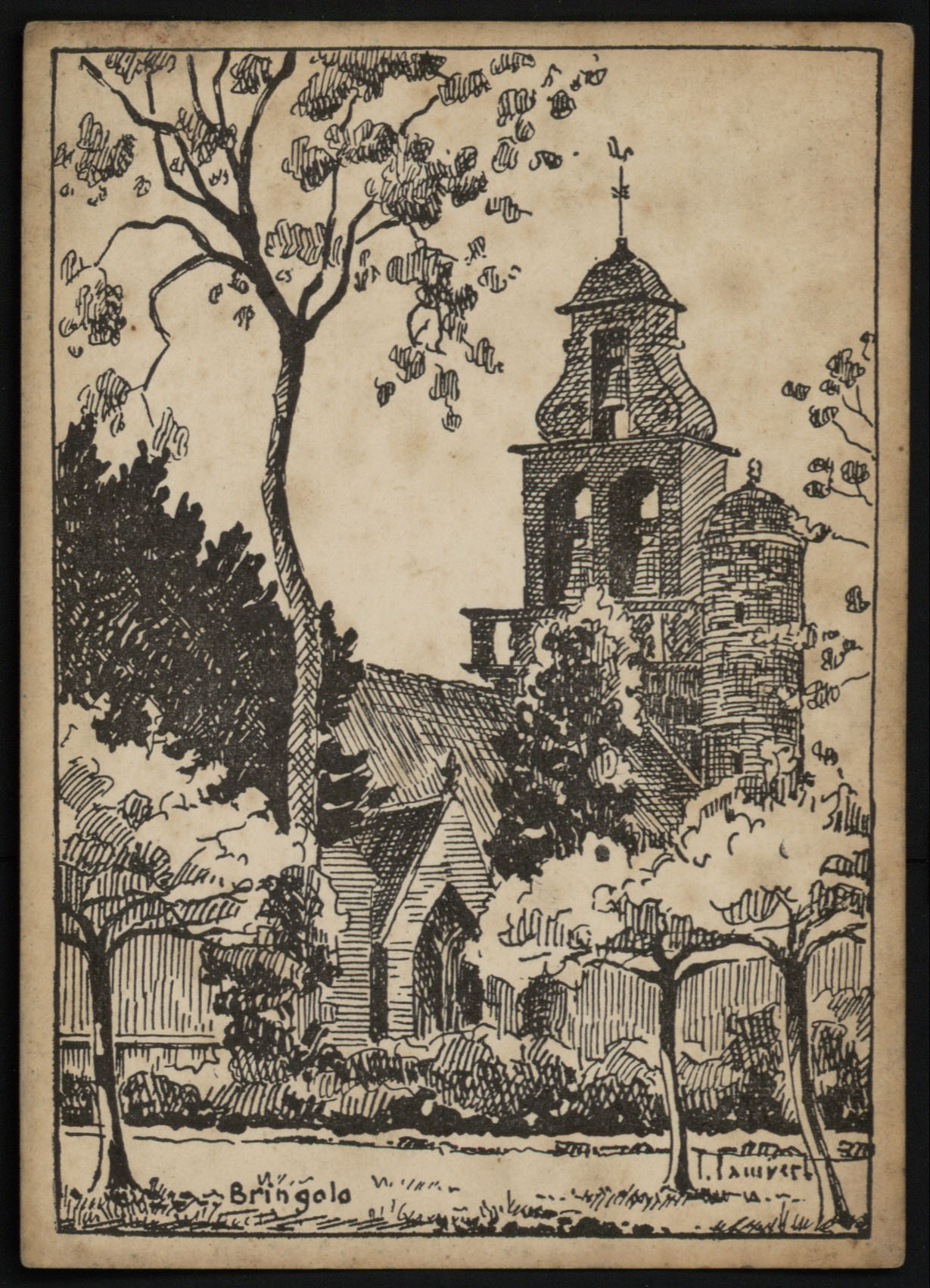
Dessin représentant l'église de Bringolo (sans doute vers 1925, auteur inconnu).
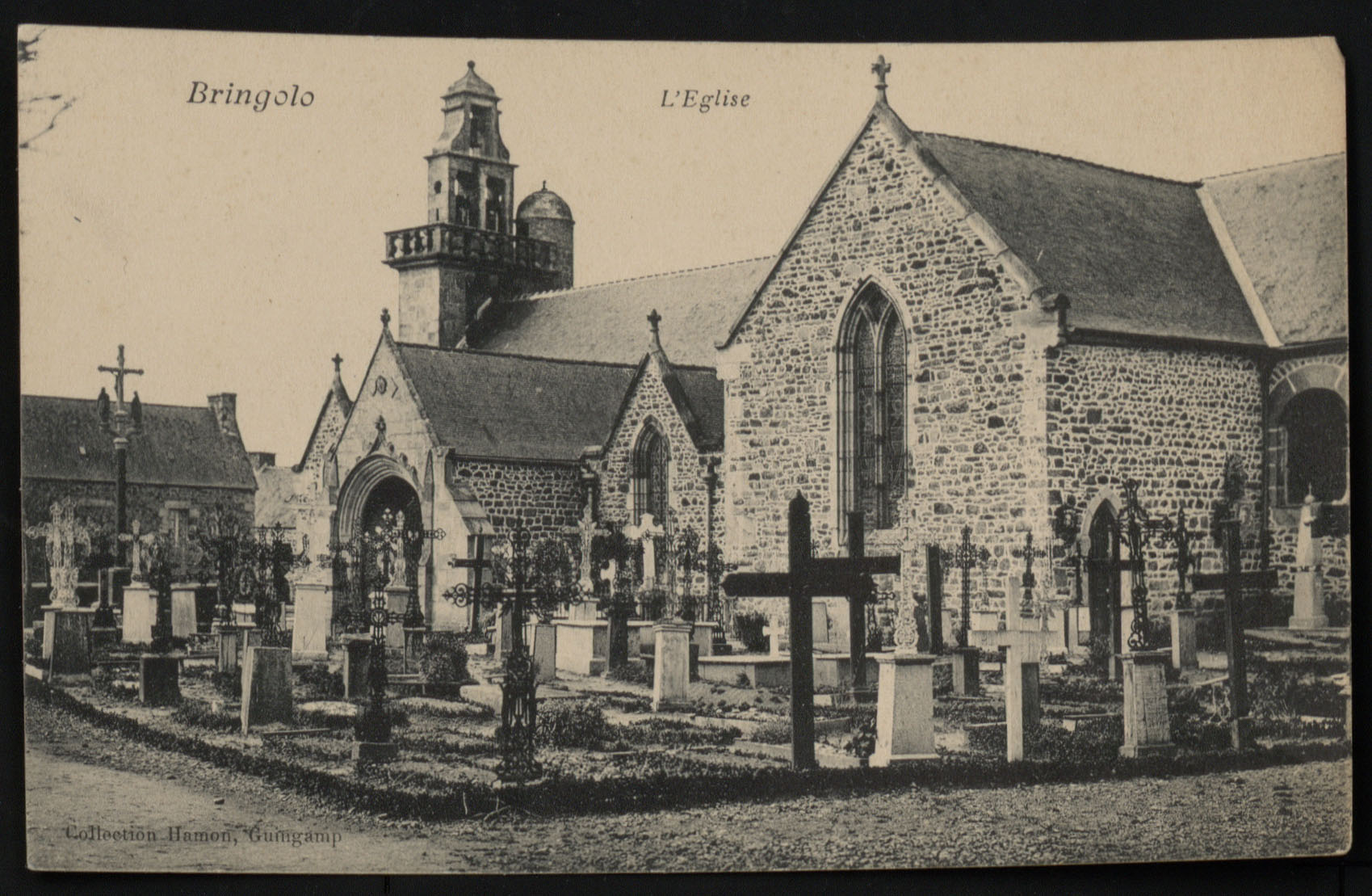
L'église paroissiale de Bringolo et le cimetière l'entourant vers 1905 (carte postale).

Le 12 mars 1906, la tentative d'inventaire des biens d'église provoque une forte opposition à Bringolo : « En présence de la grande majorité de mes paroissiens, je tiens à vous déclarer, supposé que le gouvernement l’ignore, que cette église a été bâtie par les habitants de Bringolo et surtout par la noble famille de Kergariou (...). Aussi, moi, Recteur, et nous, Conseillers de la Fabrique de Notre-Dame de Bringolo, gardiens jurés de cette église, de ses biens et de ses droits, refusons absolument de nous prêter, en quoi que ce soit, à l’inventaire que vous voulez dresser et protestons de toutes nos forces contre cet inventaire. Vous n'entrerez pas dans l'église (...) ». Ce texte, remis à l'agent de l'État, est signé notamment par le recteur, Joseph-Marie Le Meur et par le maire, Jean-Marie Ollivier.
En septembre 1909, le sous-préfet de Guingamp ordonne à la municipalité de Briogolo d'affecter les locaux de l'ancien presbytère (mis sous séquestre depuis les inventaires des biens d'église) à l'installation de l'école publique de filles. « Mme de Kergariou revendique la propriété du dit immeuble et son procès est actuellement pendant devant la Cour de Rennes ».
La création d'un bureau de bienfaisance (dans le but d'utiliser les biens religieux placés jusque-là sous séquestre) est autorisée à Bringolo en juin 1912.

#### La Première Guerre mondiale
Le monument aux morts de Bringolo porte les noms de 40 soldats morts pour la Patrie pendant la Première Guerre mondiale ; six d'entre eux sont morts en Belgique dont quatre (les deux frères Joseph et Pierre Corno, Pierre Hervé et Pierre Meurou) dès l'année 1914 à Langemark ; Jean Jacob est mort alors qu'il était prisonnier en Allemagne ; les autres sont morts sur le sol français, dont cinq (Étienne Camus, Jean Godest, Pierre Le Coqu, Jean Maurice, Louis Meurou) décorés à la fois de la Médaille militaire et de la Croix de guerre, ainsi que Julien Guervily, décoré de la Médaille militaire.

#### L'Entre-deux-guerres
Le monument aux morts de Bringolo, édifié par le marbrier Le Sage, qui a la forme d'un obélisque sur socle, avec une croix latine à son sommet, est orné d'une palme avec ruban, et a un entourage de grilles ; il porte l'inscription en breton : D'imp ni an envor aneze; D'eze ar vuhez peurbadus et en français : À la gloire des enfants de Bringolo morts pour la patrie et Ce monument a été érigé par la générosité des habitants de la commune.
En janvier 1925 la maison de Jean-Marie Olivier, ancien maire, située à Mélard, est totalement détruite par un incendie.
Joseph Jouet, sergent-major au régiment de tirailleurs marocains est mort (de maladie) en 1926 au Maroc.

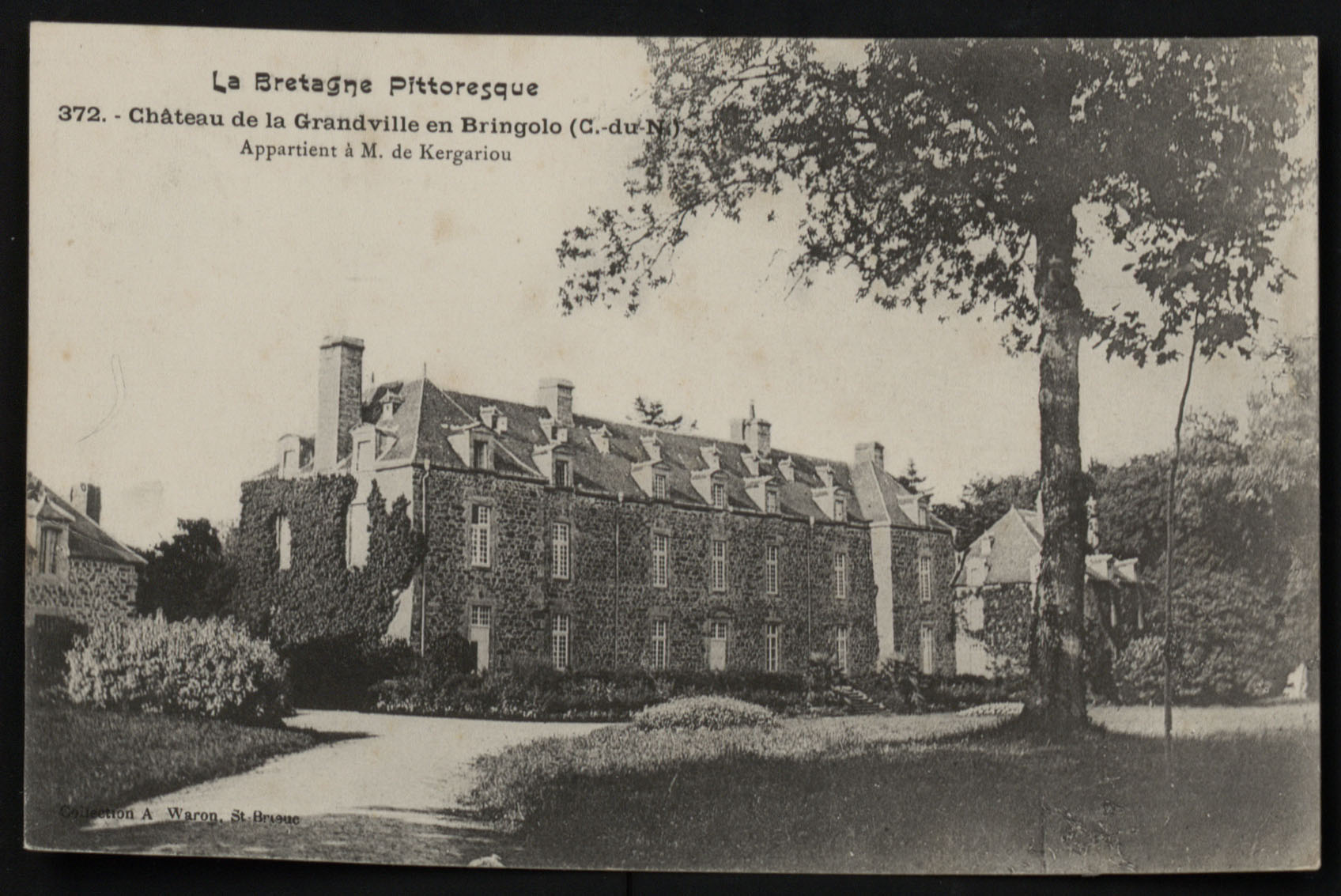
Le château de la Grand'Ville vers 1920 (carte postale).
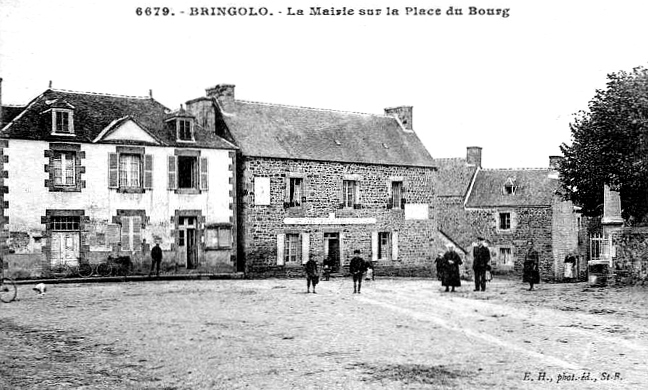
Bringolo ː la Place du Bourg et la mairie vers 1925 (carte postale Émile Hamonic).
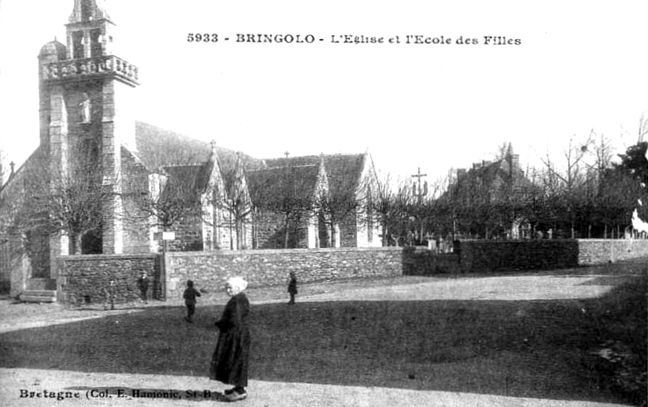
Bringolo ː l'église et l'école des files vers 1925 (carte postale Émile Hamonic).

La rectification du tourant du Bas du Bourg, très dangereux, sur le chemin de grande communication no 67 et le goudronnage de cette route sont effectués en 1938.

#### La Seconde Guerre mondiale
Le monument aux morts de Bringolo porte les noms de 6 personnes mortes pour la France durant la Seconde Guerre mondiale : parmi elles 3 (Jean Bourgblanc, Albert Brient et Jean Maurice) sont des soldats morts au printemps 1940 lors de la bataille de France ; Blanche Le Moullec et Célestin Le Roux sont des victimes civiles d'un bombardement de la Royal Air Force à Noisy-le-Sec le 18 avril 1944.
Pierre de Kergariou, propriétaire du château de la Grand'Ville et maire de Bringolo pendant la Seconde Guerre mondiale, fut un grand résistant ; il mit son château au service des pilotes anglais. Il fut notamment condamné en 1941 par un tribunal militaire allemand pour détention d'armes et de munitions.

#### L'après Seconde Guerre mondiale
Un soldat originaire de Bringolo (Roger Guyomard) est mort pour la France durant la guerre d'Indochine.

### LeXXIesiècle
Un violent incendie a détruit une porcherie de 1 000 m2 à l'EARL de Kervisio à Bringolo.

#### L'incendie de l'église Notre-Dame de Bringolo
Le 8 avril 2024, l'église Notre-Dame est dévastée par un incendie.

« Lundi, une passante, voyant les flammes s'élever au-dessus de l'église paroissiale Notre-Dame, située en plein bourg de Bringolo, a donné l'alerte peu avant 21h30. D'imposants moyens ont été engagés toute la nuit pour maîtriser le sinistre avec 47 sapeurs-pompiers provenant des centres de secours de Paimpol, Saint-Brieuc, Pommerit-le-Vicomte, Goudelin, Lanvollon, Plélo, Pordic et Bégard. Mais il était déjà trop tard. Les dégâts sont immenses : la toiture est entièrement détruite, les vitraux également. Mais le clocher, emblème de la commune, a pu être préservé. »

## Politique et administration
| Période                                  | Période     | Identité                            | Étiquette | Qualité |
| ---------------------------------------- | ----------- | ----------------------------------- | --------- | --- |
| Les données manquantes sont à compléter. |             |                                     |           | |
| 1792                                     | 1793        | François Le Picart                  |           | |
| 1793                                     | 1795        | Jean Le Picart                      |           | |
| 1795                                     | 1798        | Gilles Le Creurer                   |           | |
| 1798                                     | 1800        | Guillaume Le Creurer                |           | par intérim |
| 1800                                     | 1815        | Yves-François Le Chée               |           | Laboureur. |
| 1815                                     | 1820        | Guillaume Monjaret                  |           | Propriétaire. Cultivateur. |
| 1820                                     | 1830        | François Monjaret                   |           | Fils de Guillaume Monjaret, maire précédent. |
| 1830                                     | 1844        | Pierre Marquier                     |           | Cultivateur. |
| 1844                                     | 1865        | Jean-Baptiste Le Terrisien          |           | Cultivateur. |
| 1865                                     | 1876        | Noël Le Corvaisier                  |           | Cultivateur. |
| 1876                                     | 1887        | Emmanuel de Kergariou.              |           | Comte. Zouave pontifical. Révoqué en juillet 1887. |
| 1888                                     | 1919        | Jean-Marie Ollivier                 |           | Cultivateur à Mélard. Soldat du 30e régiment de ligne pendant la Guerre de 1870.                                                                                                 |
| 1920                                     | 1954        | Pierre de Kergariou                 |           | Fils d'Emmanuel de Kergariou. Diplomate. Résistant pendant la Seconde Guerre mondiale.                                                                                           |
| -                                        | -           | -                                   |           | |
| mars 1971                                | juin 1995   | Pierre Espivent de la Villesboisnet |           | Comte de Catuélan. Habitait le château de la Grand'Ville. Conseiller général du canton de Plouagat de 1973 à 1992 et président du Sivom de Chatelaudren-Plouagat de 1974 à 1983. |
| 1997                                     | 2014        | Claude Cloarec                      |           | Agriculteur. Décide en 2014 de ne pas se représenter. |
| 2014                                     | 23 mai 2020 | Hervé Rouault                       | DVD       | Retraité. Président de la Fête de la Saint-Loup de Guingamp. |
| 23 mai 2020                              | En cours    | Philippe Thomas,                    |           | Agriculteur |

### Jumelages
Lenggries (Allemagne)

## Démographie
| 1793 | 1800 | 1806  | 1821 | 1831 | 1836 | 1841 | 1846 | 1851 |
| ---- | ---- | ----- | ---- | ---- | ---- | ---- | ---- | ---- |
| 700  | 645  | 1 226 | 752  | 856  | 882  | 893  | 857  | 897  |

| 1856 | 1861 | 1866 | 1872 | 1876 | 1881 | 1886 | 1891 | 1896 |
| ---- | ---- | ---- | ---- | ---- | ---- | ---- | ---- | ---- |
| 847  | 820  | 810  | 789  | 780  | 767  | 739  | 742  | 715  |

| 1901 | 1906 | 1911 | 1921 | 1926 | 1931 | 1936 | 1946 | 1954 |
| ---- | ---- | ---- | ---- | ---- | ---- | ---- | ---- | ---- |
| 624  | 600  | 586  | 551  | 529  | 511  | 532  | 439  | 467  |

| 1962 | 1968 | 1975 | 1982 | 1990 | 1999 | 2006 | 2011 | 2016 |
| ---- | ---- | ---- | ---- | ---- | ---- | ---- | ---- | ---- |
| 475  | 397  | 348  | 329  | 301  | 304  | 352  | 416  | 463  |

| 2021 | 2022 | - | - | - | - | - | - | - |
| ---- | ---- | - | - | - | - | - | - | - |
| 503  | 510  | - | - | - | - | - | - | - |

## Culture locale et patrimoine

### Lieux et monuments

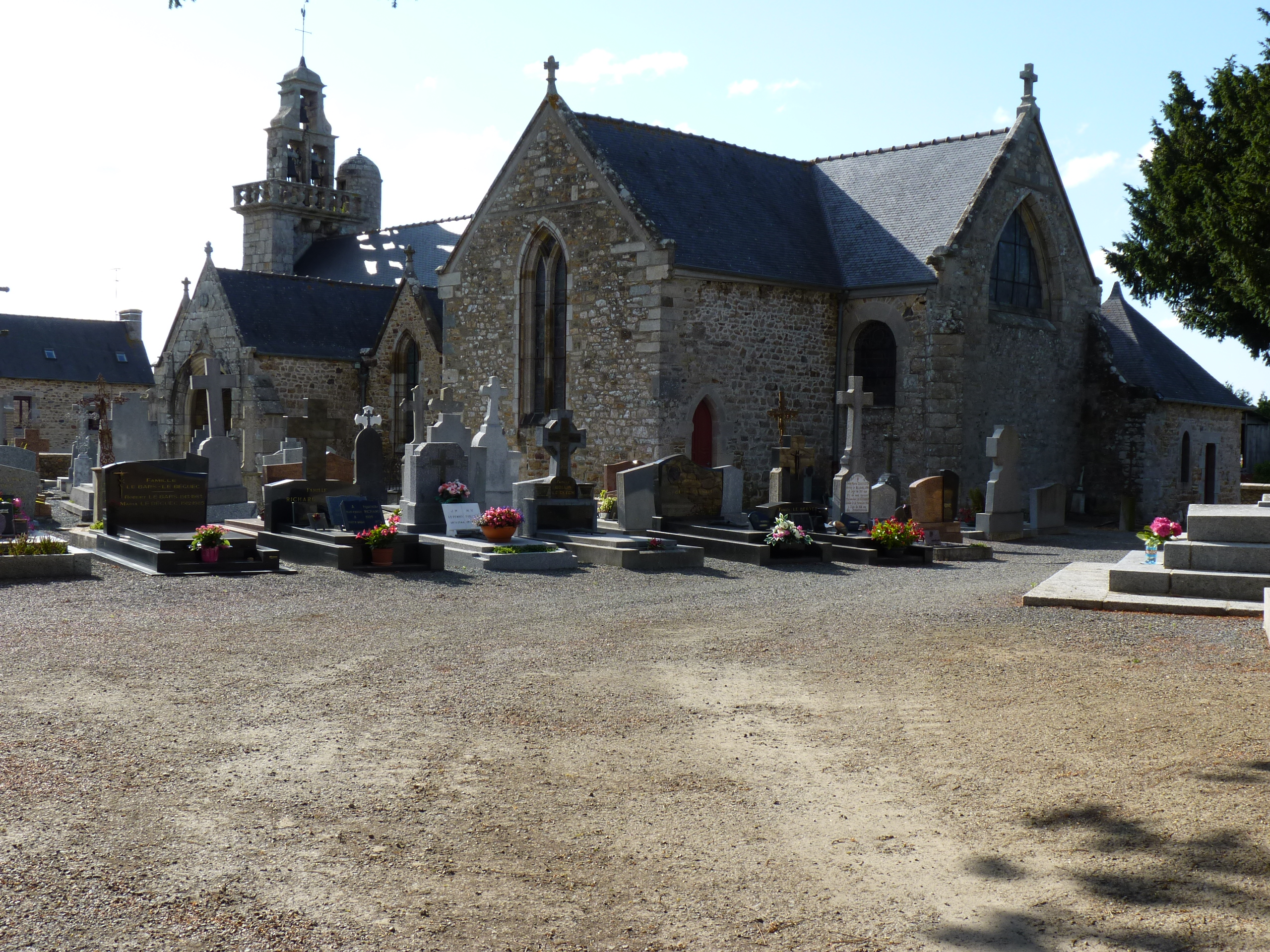
L'église Notre-Dame-de-Bringolo, encore entourée de son cimetière (2013).

- Église Notre-Dame  Inscrit MH (1927) : l'église antérieure datait des XVe siècle et XVIe siècle ; elle a été en partie remplacée par l'église actuelle reconstruite en 1889-1890 par Bellec sur les plans de Théodore Maignan, mais des parties de l'église initiale avaient été conservées (porche sud, bras sud et le clocher qui date de 1727[19] ; le retable du maître-autel, en bois polychrome, datait de 1682 , mais il a disparu dans l'incendie d'avril 2024 de même que les statues et le mobilier religieux (par exemple deux bannières, dont une datait du XVIIe siècle).

- Château de la Grand'Ville  Inscrit MH (1987)

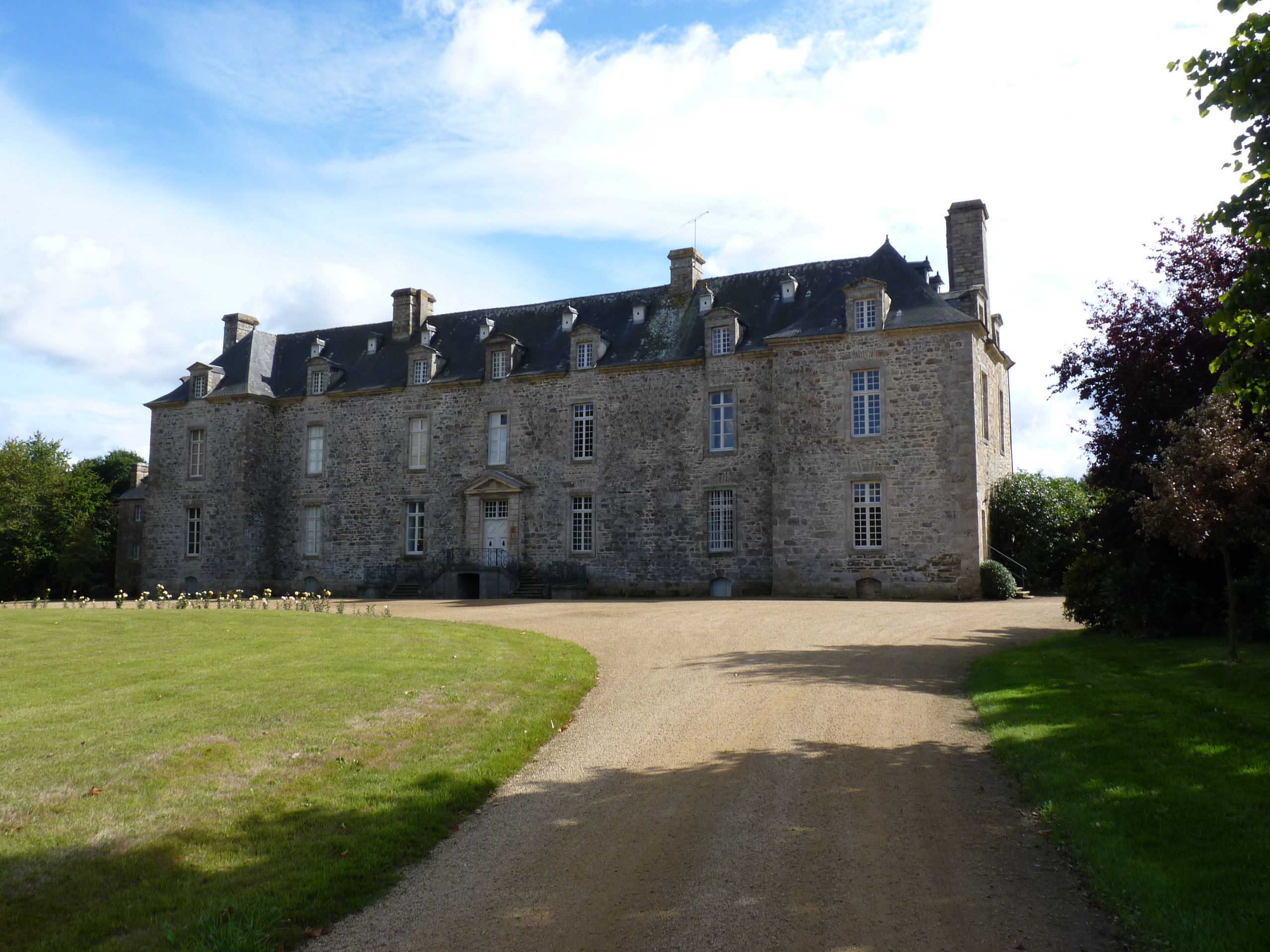
La façade du château.
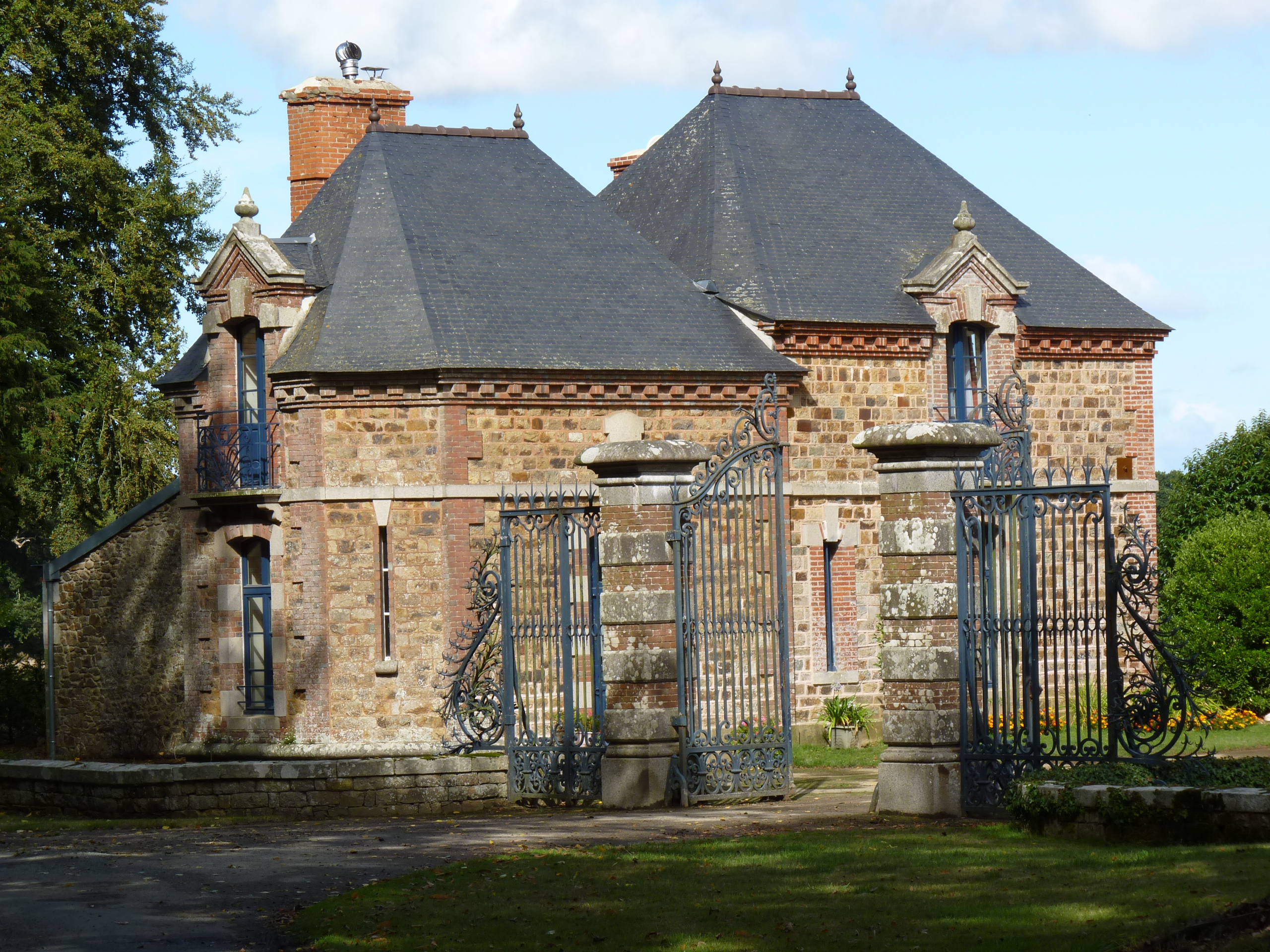
L'entrée du château.
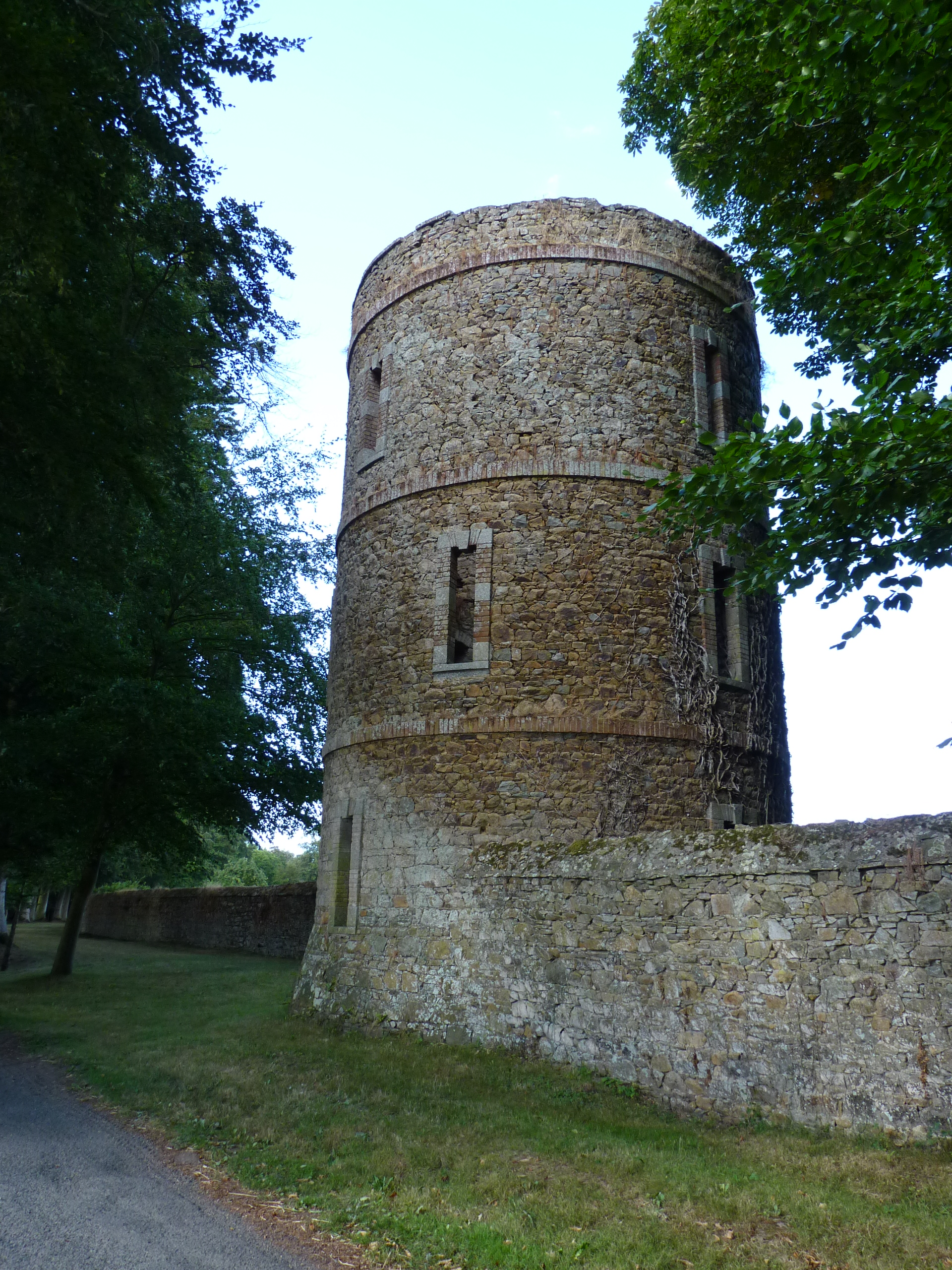
Une tour du château construite en fait au XIXe siècle).
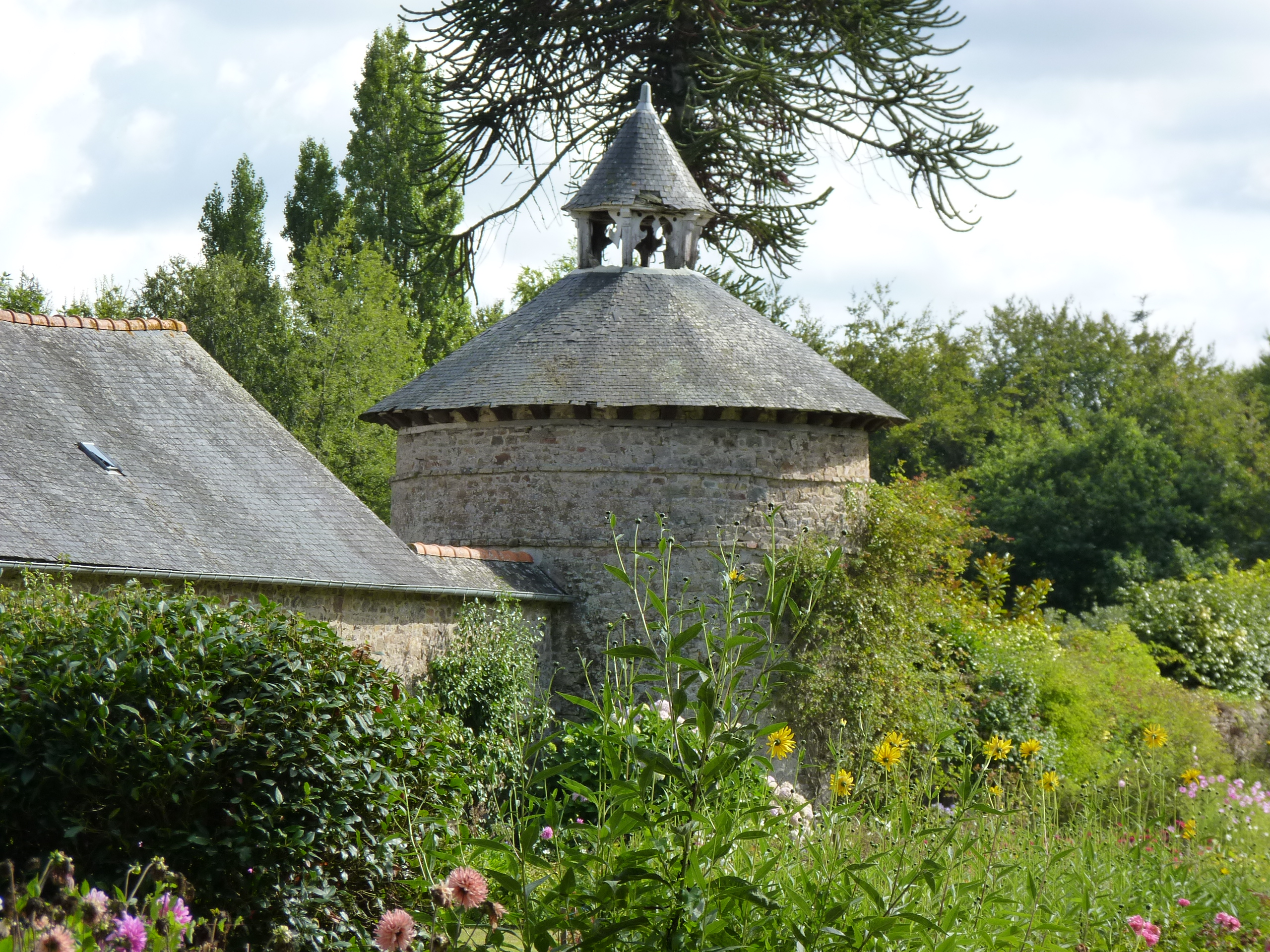
Le pigeonnier.

### Personnalités liées à la commune
- Guillaume du Breil, chevalier et comte de Rays, seigneur de Goudelin et de Bringolo, décédé en 1720.
- Jean Le Friec, vicaire trévial de Bringolo, assassiné par des Chouans en 1796.
- Joseph François René de Kergariou, comte de Kergariou (Lannion, 26 février 1779 / La Grandville, en Bringolo, 15 juin 1849), chambellan de l'empereur Napoléon Ier, comte d'Empire, préfet d'Indre-et-Loire (1811), préfet du Bas-Rhin (1814), préfet de Seine-Inférieure (1815), député des Côtes-du-Nord, pair de France (du 5 novembre 1827 à juillet 1830) et archéologue.
- Henri-Bertrand-Marie, comte de Kergariou (La Grandville en Bringolo, 26 décembre 1807 / Versailles, 9 octobre 1878), diplomate, député puis sénateur d'Ille-et-Vilaine.
- Pierre Espivent de la Villesboisnet, comte de Catuélan (né à Paris en 1925, décédé à Bringolo en 2018[54]), maire de Bringolo de 1971 à 1996, président du SIVOM de Châtelaudren-Plouagat de 1974 à 1983, conseiller général des Côtes-d'Armor de 1973 à 1992.